# Addie Byrne
Addie Byrne (* 11. Oktober 1990) ist eine US-amerikanische Biathletin.
Addie Byrne lebt in Bovey, startet für Mt. Itasca Biathlon und wird von Vladimir Cervenka trainiert. 2007 startete sie in Martell erstmals international bei den Junioren-Weltmeisterschaften und belegte die Plätze 68 im Einzel, 61 im Sprint und 14 mit der US-Staffel. Ein Jahr später wurde sie in Ruhpolding 56. im Einzel, 35. im Sprint, 55. der Verfolgung und erneut Staffel-14. Eine dritte Teilnahme erfolgte 2009 in Canmore, wo Byrne mit den Plätzen 14 im Einzel, sechs im Sprint, zehn in der Verfolgung und mit Grace Boutot sowie Hilary McNamee fünf im Staffelrennen sehr gute Ergebnisse erreichte. Bei den US-Sommermeisterschaften gewann Byrne den Titel der Juniorinnen im Sprint und wurde Dritte im Verfolgungsrennen. Die erste Teilnahme in Frauenrennen erfolgte 2010 im IBU-Cup in Nové Město na Moravě, wo sie 45. in ihrem ersten Einzel wurde. Nach dem Wechsel von der Jugend zu den Junioren wurden die Junioren-Weltmeisterschaften 2010 in Torsby weniger erfolgreich. Im Einzel wurde die US-Amerikanerin 48., 46. im Sprint sowie 47. im Verfolgungsrennen. Bei den US-Meisterschaften 2010 in Fort Kent verpasste sie als Fünftplatzierte im Massenstart als Fünfte nur knapp eine Medaille. Bei den Nordamerikameisterschaften des Jahres startete sie zunächst in Sprint und Verfolgung bei den Juniorinnen und wurde jeweils hinter Boutot Zweite. Im Massenstartrennen trat sie bei den Frauen an, beendete aber das Rennen nicht.